# (15028) Soushiyou
(15028) Soushiyou est un astéroïde de la ceinture principale.

## Description
(15028) Soushiyou est un astéroïde de la ceinture principale. Il fut découvert le 26 octobre 1998 à Nanyo par Tomimaru Okuni. Il présente une orbite caractérisée par un demi-grand axe de 2,44 UA, une excentricité de 0,15 et une inclinaison de 3,8° par rapport à l'écliptique.

## Compléments